# Museo Arqueológico de Nesebar
El Museo Arqueológico de Nesebar es un museo que está situado en la ciudad de Nesebar, en Bulgaria. Fue creado en 1956 e inicialmente su sede fue la iglesia de San Juan Bautista, hasta que en 1994 se trasladó a un nuevo edificio.

## Colecciones
El museo expone una serie de piezas arqueológicas de diferentes periodos de la historia de la antigua ciudad de Mesembria. Los más antiguos son restos de anclas de los siglos XII al IX a. C.. Del periodo cultural griego y tracio, pueden encontrarse, entre las piezas más destacadas, vasijas de cerámica tracias decoradas de los siglos IX-VI a. C., la estatua del un león del siglo IV a. C., una inscripción  del siglo III a. C. en honor del rey tracio Sadala, un tesoro de monedas (siglos II-I a. C.), una serie de relieves votivos de mármol del siglo II a. C., varias hidrias que fueron utilizadas como urnas funerarias, estatuas de diferentes divinidades y adornos de oro procedentes de ajuares funerarios.
De época romana y bizantina pueden encontrarse una serie de vasijas, monedas, inscripciones y relieves funerarios. En el año 812, Mesambria pasó a poder del Imperio búlgaro, aunque siguió manteniendo fuertes relaciones con el Imperio bizantino. La ciudad prosperó  comercial y artísticamente de los siglos posteriores, como muestran las vasijas, esculturas, elementos arquitectónicos y pictóricos de esa época que se conservan. También puede destacarse la lápida de una princesa bizantina del XV.
Por último, el museo alberga una serie de iconos religiosos de entre los siglos XIII y XIX.

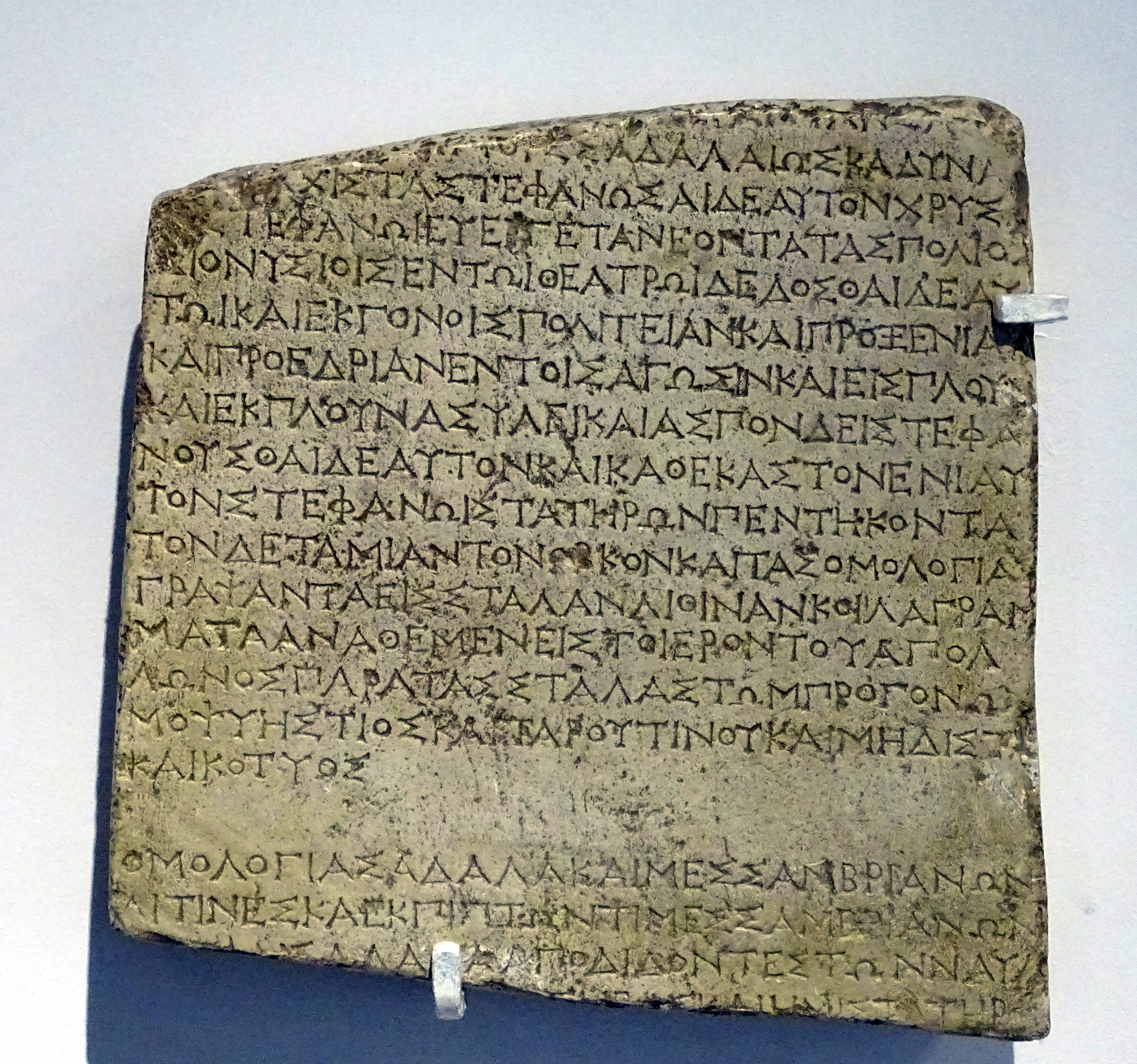
Decreto de Sadala (siglo III a. C.)
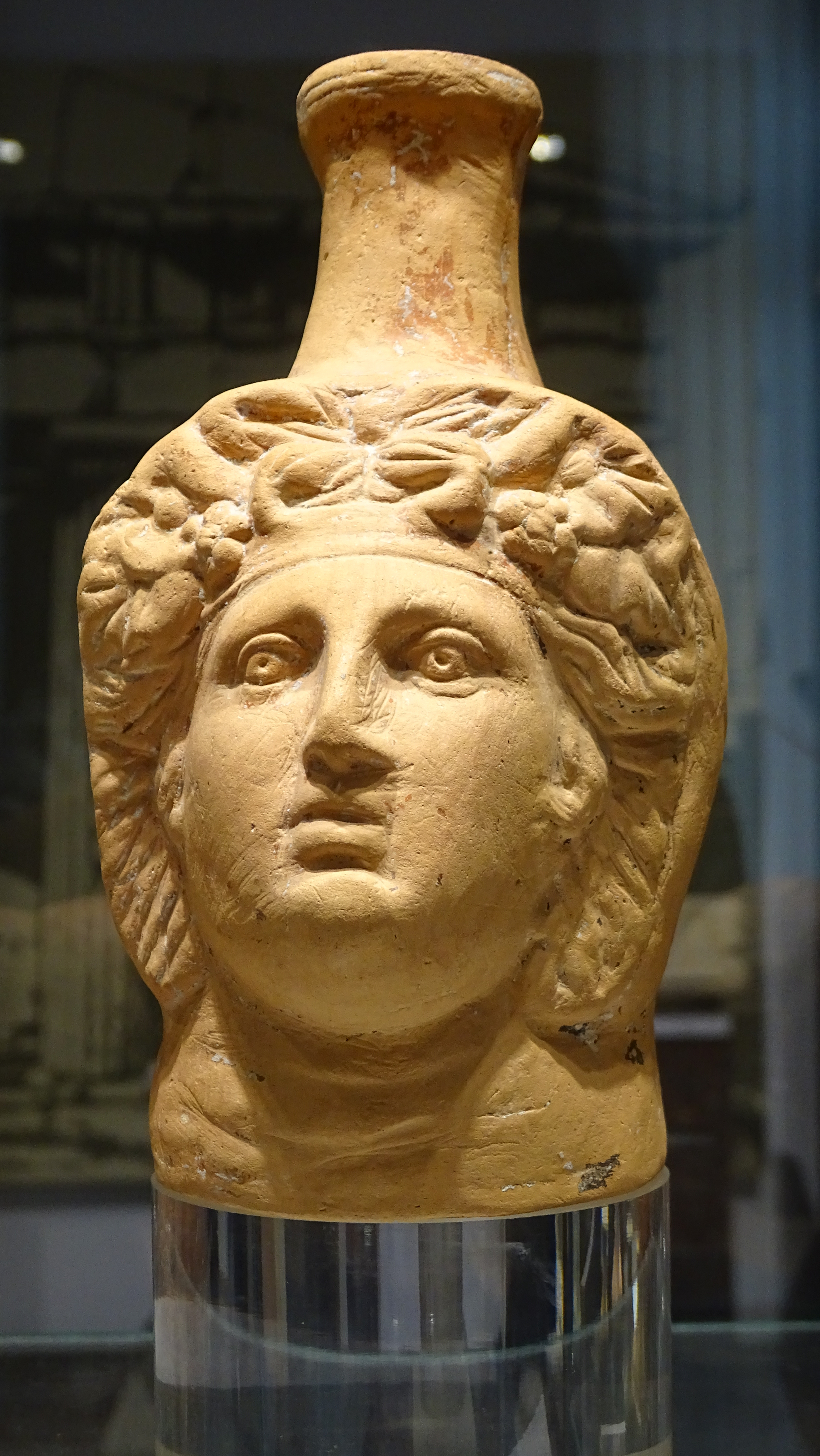
Lécito con cabeza de Dioniso (siglo I a. C.)
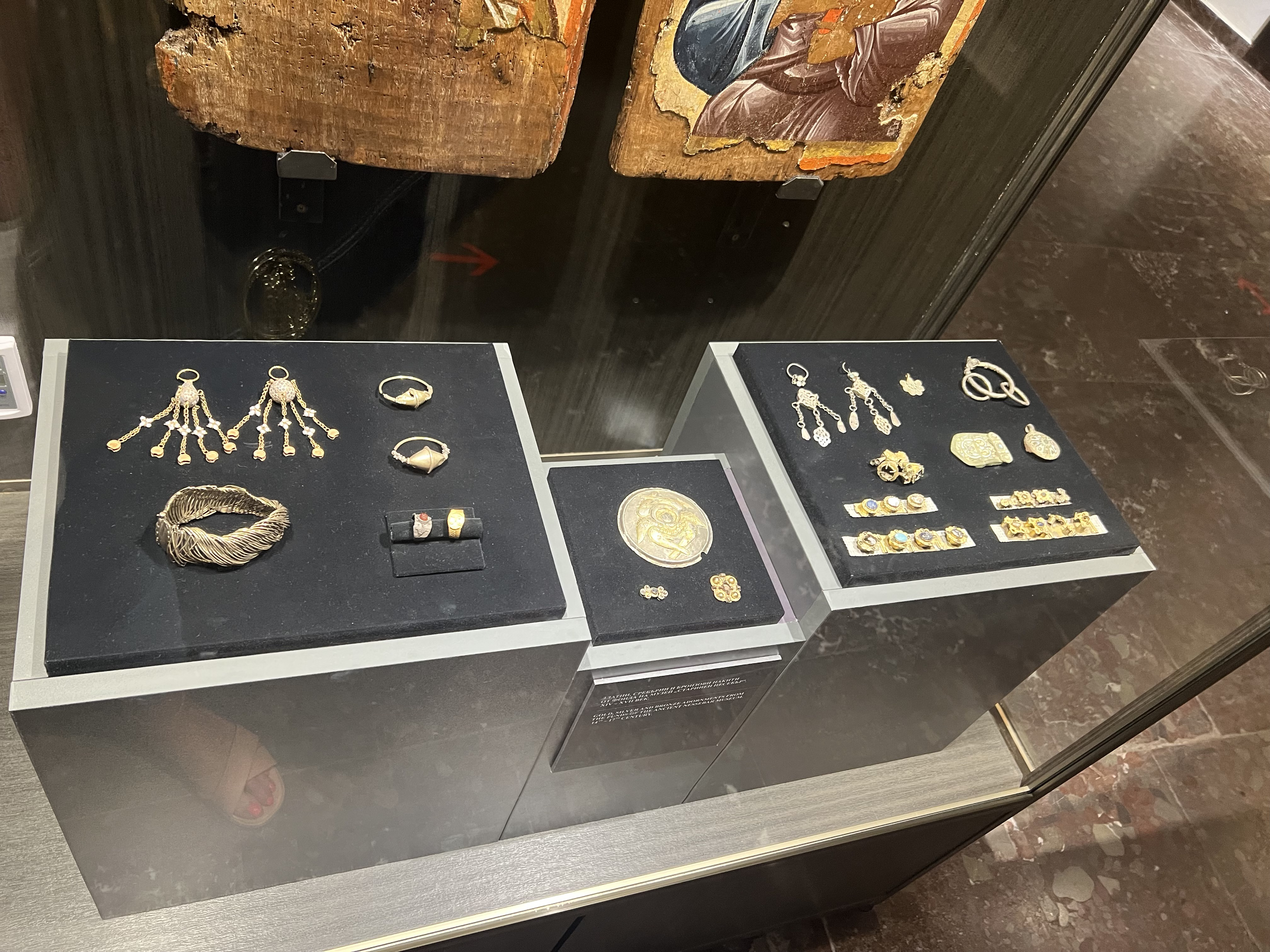
Joyas eslavas
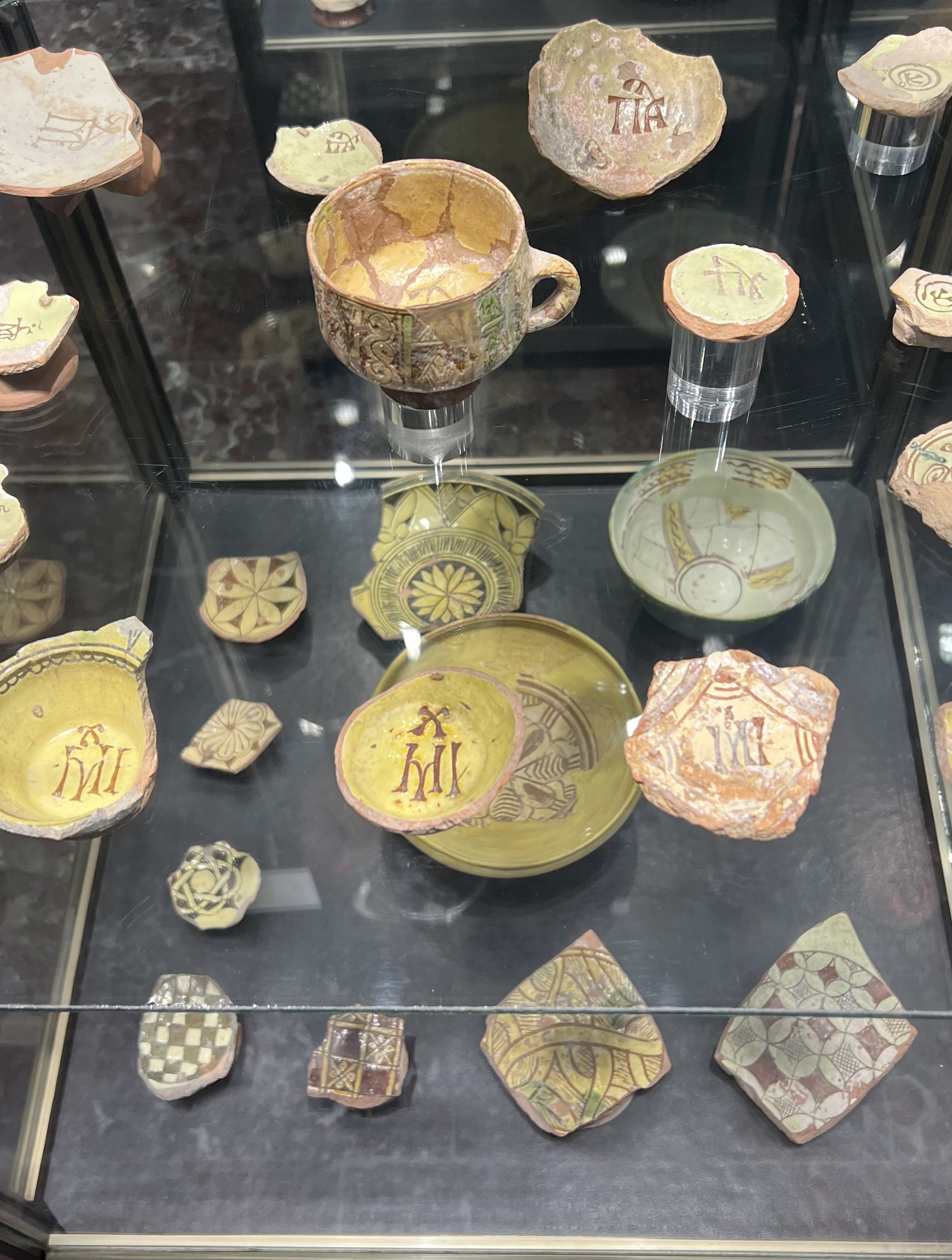
Cerámica eslava